# Ергали, Рустам Ибрагимулы
Рустам Ибрагимулы Ергали (каз. Рустам Ибрагимұлы Ерғали; род. 20 декабря 1986, Костанай, Казахская ССР, СССР) — казахстанский профессиональный баскетболист, игравший на позиции атакующего защитника. В настоящее время является исполнительным директором баскетбольного клуба «Астана».

## Карьера
Свою карьеру Ергали начал в 2002 году в команде «Тигры Астаны». После образования баскетбольного клуба «Астана» в 2011 году, начал выступать за столичный клуб. Ергали является одним из самых титулованных представителей казахстанского баскетбола, за всю карьеру он 13 раз становился чемпионом Казахстана и 11 раз обладателем Кубка Казахстана.
На прошедшей 3 октября 2019 года в Нур-Султане предсезонной презентации баскетбольного клуба «Астана», Ергали заявил о завершении карьеры.

## Достижения
- Бронзовый призёр Кубка чемпионов ФИБА Азия: 2017
- Чемпион Казахстана (13): 2004/2005, 2005/2006, 2006/2007, 2007/2008, 2008/2009, 2009/2010, 2011/2012, 2012/2013, 2013/2014, 2014/2015, 2016/2017, 2017/2018, 2018/2019
- Серебряный призёр чемпионата Казахстана: 2015/2016
- Бронзовый призёр чемпионата Казахстана: 2003/2004
- Обладатель Кубка Казахстана (11): 2004, 2006, 2008, 2010, 2011, 2012, 2013, 2014, 2017, 2018, 2019
- Серебряный призёр Кубка Казахстана (2): 2005, 2007